# Energia rozpadu
Energia rozpadu – energia wydzielająca się podczas rozpadu promieniotwórczego będąca częścią energii wiązania jądra. Jest ona unoszona przez produkty rozpadu w postaci energii kinetycznej oraz przez kwanty promieniowania gamma. Część tej energii może być przekazana elektronom rozpadającego się atomu, czemu towarzyszy zmiana ich konfiguracji lub jonizacja atomu.
Znając masę spoczynkową {\displaystyle m} atomu przed rozpadem oraz masy produktów rozpadu {\displaystyle M,} energię rozpadu można obliczyć z równania wynikającego z równoważności masy i energii:
{\displaystyle \Delta E=(m-M)c^{2},}
gdzie {\displaystyle c} – prędkość światła w próżni.
Rozpadowi spontanicznemu ulegają tylko te jądra, których energia rozpadu jest większa od zera, czyli masa jądra jest większa od sumy mas produktów hipotetycznego rozpadu.